# 死後生存
死後生存（しごせいぞん）は、心霊研究などで用いられる用語であり、人間は肉体が滅んだ後も何らかの形で人格を保ち続けるという思想をいう。「死後存続（しごそんぞく）」ともいう。

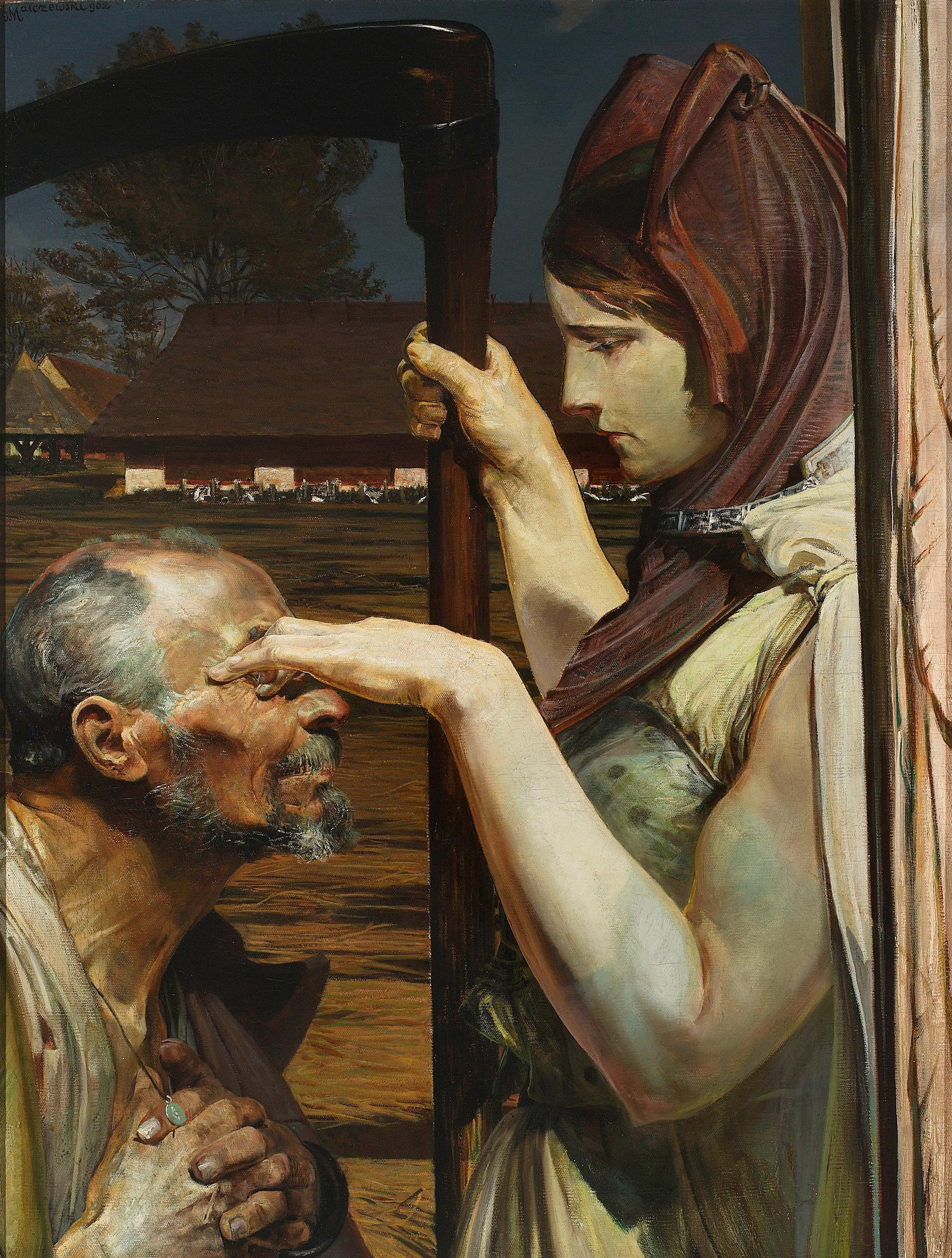
ヤチェク・マルチェフスキ作「Śmierć（死）」1902年

## 概要
一般には、人間の人格の土台である霊魂が肉体崩壊後も存在し続けるという理論をとっている。輪廻転生のように死者の魂が再び生者となって生まれ変わるとする思想のほか、死後はそのまま霊となって存在し続けるとする考えもある。このほかに霊の概念を伴わなくとも、人間の思考が残留思念として残ったり、その人間の記録がアカシックレコードに残されるといった考えも、死後生存に近いものとみられている。
死後生存の思想の歴史は古く、古代エジプト時代にはすでに死後の世界の概念が成立していたことを始め、死者が何らかの方法で生者にメッセージを送るという現象は世界各地で報告されてきた。1848年のハイズビル事件以来、欧米では交霊会が流行し、霊媒が霊と直接談話できることが死後生存の根拠とされた。当時の知識人たちもこれに興味を示し、多くの心霊研究家が研究へ乗り出した。1882年にイギリスで設立された心霊現象研究協会を始めとし、死後生存を科学的に検証しようとする試みも行われてきた。
しかし19世紀末から20世紀初頭にかけてほとんどの霊媒がトリックを見破られてしまい、21世紀以降は交霊会そのものの数が減少しているのが現状である。前述の心霊現象研究協会でもある程度の研究結果は得られたものの、批判者を納得させるまでの結果には至っていない。また、霊媒が霊から情報を得ていたとする現象をテレパシーやサイコメトリーなどで説明するなど、死後生存にまつわる現象を超能力(ESP)によって説明できるとする超ESP仮説が登場し、これが強力な対抗仮説となったことで、死後生存の証明は極めて難しいとする意見もある。

## 量子脳理論のアプローチ
ケンブリッジ大学の数学者ロジャー・ペンローズとアリゾナ大学のスチュワート・ハメロフは、意識は何らかの量子過程から生じてくると推測している。ペンローズらの「Orch OR 理論」によれば、意識はニューロンを単位として生じてくるのではなく、微小管と呼ばれる量子過程が起こりやすい構造から生じる。この理論に対しては、現在では懐疑的に考えられているが生物学上の様々な現象が量子論を応用することで説明可能な点から少しずつ立証されていて20年前から唱えられてきたこの説を根本的に否定できた人はいないとハメロフは主張している。
臨死体験の関連性について以下のように推測している。「脳で生まれる意識は宇宙世界で生まれる素粒子より小さい物質であり、重力・空間・時間にとわれない性質を持つため、通常は脳に納まっている」が「体験者の心臓が止まると、意識は脳から出て拡散する。そこで体験者が蘇生した場合は意識は脳に戻り、体験者が蘇生しなければ意識情報は宇宙に在り続ける」あるいは「別の生命体と結び付いて生まれ変わるのかもしれない。」と述べている。

## イアン・スティーヴンソンによる調査
転生を扱った学術的研究の代表的な例としては、超心理学研究者・精神科教授のイアン・スティーヴンソンによる調査がある。スティーブンソンは1961年にインドでフィールドワークを行い、いくつかの事例を信頼性の高いものであると判断し、前世の記憶が研究テーマたり得ることを確信した。多くは2～4歳で前世について語り始め、5～7歳くらいになると話をしなくなるという。日本の前世ブームの前世少女のような思春期の事例やシャーリー・マクレーンのような大人の事例は、成長過程で得た情報を無意識に物語として再構築している可能性を鑑みて重視せず、2～8歳を対象とした。『前世を記憶する子供たち』では、子どもの12の典型例を考察している。竹倉史人は、スティーヴンソンの立場は科学者としての客観的なもので、方法論も学術的であり、1966年の『生まれ変わりを思わせる二十の事例』は、いくつかの権威ある医学専門誌からも好意的に迎えられたと説明している。赤坂寛雄は、スティーブンソンは生まれ変わり信仰に肯定的であり、むしろ一連の前世研究は、前世や生まれ変わりが事実であることを証明しようという執拗な意思によって支えられているかのように見えると述べている。
スティーブンソンの前世研究は、世界的発明家チェスター・カールソンがパトロンとして支え、子どもたちが語る前世の記憶の真偽を客観的・実証的に研究する The Division of Perceptual Studies（DOPS)がヴァージニア大学医学部に創設された。死後100万ドルの遺産がスティーヴンソンが属するヴァージニア大学に寄付され、現在もDOPSで前世研究が続けられ、2600超の事例が収集されている。DOPSの調査データを分析した中部大学教授・ヴァージニア大学客員教授の大門正幸によると、収集された事例のうち、前世に該当すると思われる人物が見つかったのは72.9％、前世で非業の死を遂げたとされるものは67.4％である。懐疑主義者の団体サイコップの創設メンバーであるカール・セーガンは、生まれ変わりは信じないが、「まじめに調べてみるだけの価値がある」と評した。